# Statistická klasifikace
Statistická klasifikace představuje základní techniku v oblasti analýzy dat a strojového učení, používanou k rozdělení dat do předem stanovených kategorií nebo tříd. Tato metodika nachází rozsáhlé uplatnění v celé řadě oborů, mimo jiné včetně zdravotní péče, marketingu a financí. Primárním cílem je přesně přiřadit neznámá pozorování do příslušné kategorie na základě existujících dat.

## Základy
Statistická klasifikace funguje za předpokladu, že existuje korelace mezi vstupními proměnnými (rysy) a cílovými proměnnými (třídami). Tento vztah je artikulován různými algoritmickými modely. Postup klasifikace obvykle zahrnuje následující fáze:
1. Sběr dat: Získání kvalitních a reprezentativních dat je základním předpokladem úspěšné klasifikace.
2. Předzpracování dat: Vyčištění dat od chyb, normalizace a transformace do vhodné formy.
3. Výběr modelu: Volba algoritmu, který je nejvhodnější pro konkrétní typ dat a problém.
4. Trénování modelu: Algoritmus je naučen na trénovacích datech, která obsahují známé příklady vstupů a odpovídajících tříd.
5. Testování modelu: Výkon modelu je ověřen na testovacích datech.
6. Nasazení: Model je aplikován na nová data pro predikci tříd.

## Metody
Existuje mnoho metod, které lze využít v rámci statistické klasifikace. Mezi nejčastěji používané patří:
Lineární klasifikátory: Příkladem je logistická regrese nebo lineární diskriminační analýza (LDA). Tyto modely předpokládají lineární vztah mezi vstupy a cílovou třídou.
Rozhodovací stromy: Tyto modely rozdělují data na základě podmínek a vytvářejí stromovou strukturu. Jsou snadno interpretovatelné a často používané v praktických aplikacích.
Naivní bayesovský klasifikátor: Jednoduchý a rychlý algoritmus, který využívá Bayesovu teorii pravděpodobnosti. Předpokládá nezávislost vstupních proměnných.
Podpora vektorových strojů (SVM): Výkonný algoritmus, který hledá optimální hranici mezi třídami ve více dimenzionálním prostoru.
Neuronové sítě: Komplexní modely inspirované strukturou lidského mozku. Jsou zvláště účinné při práci s nestrukturovanými daty, jako jsou obrázky nebo text.
K-nejbližší sousedé (KNN): Jednoduchý algoritmus, který klasifikuje data na základě tříd jejich nejbližších sousedů.

## Hodnocení výkonu klasifikátorů
Pro ověření kvality klasifikátoru je nezbytné měřit jeho výkon. Mezi nejpoužívanější metriky patří:
1. Přesnost (Accuracy): Podíl správně klasifikovaných příkladů na celkovém počtu.
2. Precision, Recall a F1-score: Měří přesnost a úplnost klasifikace zejména u nevyvážených datových sad.
3. ROC křivka a AUC: Hodnotí schopnost modelu rozlišovat mezi třídami.

## Aplikace
Statistická klasifikace je využívána v celé řadě oblastí. Například:

### Zdravotnictví
- Diagnostika nemocí: Algoritmy statistické klasifikace jsou využívány k identifikaci nemocí na základě symptomů, laboratorních výsledků nebo obrazových dat (například detekce rakoviny pomocí MRI snímků).
- Predikce výsledků léčby: Modely dokáží předpovědět pravděpodobnost úspěchu konkrétních léčebných postupů.
- Personalizovaná medicína: Pomocí analýzy genetických dat lze určit nejvhodnější léčbu pro jednotlivé pacienty.

### Finance
- Detekce podvodů: Identifikace podezřelých transakcí, například neobvyklých platebních vzorců na kreditních kartách.
- Posuzování úvěrové spolehlivosti: Klasifikační modely předpovídají, zda klient splatí úvěr na základě jeho finanční historie a demografických údajů.
- Optimalizace investic: Predikce rizika a návratnosti investic na základě historických dat.

### Marketing
- Cílená reklama: Identifikace zákazníků, kteří s největší pravděpodobností zareagují na konkrétní marketingovou nabídku.
- Segmentace zákazníků: Rozdělení zákazníků do skupin na základě jejich preferencí, nákupního chování nebo demografických údajů.
- Predikce opuštění zákazníků: Identifikace zákazníků, kteří by mohli přestat využívat služby, a návrh strategií k jejich udržení.

### Průmysl a logistika
- Prediktivní údržba: Modely klasifikace se používají k předvídání poruch strojů nebo zařízení na základě senzorových dat.
- Optimalizace výrobních procesů: Identifikace faktorů, které ovlivňují kvalitu výroby, a jejich optimalizace.
- Řízení zásob: Predikce poptávky a klasifikace položek podle důležitosti (např. ABC analýza).

### Doprava
- Autonomní vozidla: Klasifikace objektů (například vozidel, chodců nebo dopravních značek) v reálném čase pro bezpečnou navigaci.
- Optimalizace dopravních tras: Predikce dopravních zácp a navrhování nejefektivnějších tras.
- Analýza bezpečnosti: Identifikace rizikových oblastí na základě analýzy dopravních nehod.

Statistická klasifikace je základem mnoha moderních technologií a stále se vyvíjí. Pokroky v oblasti výpočetní techniky a dostupnosti dat přispívají k rychlému rozvoji sofistikovaných metod, které umožňují efektivní řešení komplexních problémů.